# Federazione di rugby a 15 della Guyana
La Federazione di rugby a 15 della Guyana (in inglese Guyana Rugby Football Union) è l'organo che governa il Rugby a 15 in Guyana.
Affiliata a World Rugby è inclusa fra le nazionali di terzo livello senza esperienze di Coppa del Mondo.